# شافي أحمد
شافي أحمد (بالإنجليزية: Shafi Ahmed)‏ هو مخترِع باكستاني وبنغلاديشي، ولد في 26 يناير 1969 في مقاطعة سيلهيت ‏ في بنغلاديش.